# Party En California
Party En California es un extended play de la boy band Menudo, lanzado el 20 de octubre de 2023 por el sello discográfico Mistar Entertainment, LLC. Esta formación del grupo estaba compuesta por Alejandro, Andres, Ezra, Gabriel y Nicolas. Para celebrar el lanzamiento, el quinteto realizó un evento especial en el Hard Rock Cafe de Miami, donde anunció su próximo concierto en el lugar, programado para el 21 de julio de 2024.
Como parte de la promoción, el grupo se presentó en programas de televisión. El 2 de julio de 2024, sorprendió al público con una aparición en el programa America's Got Talent. Durante la presentación, los cinco integrantes interpretaron su canción original "Amnesia", pero fueron interrumpidos por Simon Cowell, quien pidió otra canción. En respuesta, el grupo interpretó "Feelin’" y aseguró un lugar en la siguiente fase del programa, recibiendo elogios de los jueces y del público.
El EP alcanzó posiciones en las listas musicales de las Filipinas y de Sudáfrica.

## Sencillos
La canción "Party En California", lanzada como sencillo, presenta un sonido vibrante y bailable, y fue producida por Saga WhiteBlack, reconocido productor ganador de múltiples categorías de música latina en los Billboard Music Awards, conocido por su trabajo con diversos artistas latinos, como la cantante colombiana Shakira. La canción alcanzó la posición número 67 en la lista musical de iTunes en Sudáfrica.
"Brownie Sugar (Remix)" fue lanzada como sencillo y presenta una colaboración con la cantante e influencer mexicana Ely Blancarte, quien expresó entusiasmo por la colaboración. Según el grupo, la letra de la canción "habla sobre ver a una chica que nos gusta desde hace mucho tiempo y esperar el momento adecuado para hablar con ella. La llamamos nuestro 'Brownie Sugar' como un apodo cariñoso".
El lanzamiento marcó un giro hacia un sonido más urbano y maduro en comparación con lo que el grupo venía haciendo. Sobre el videoclip, el grupo afirmó en una entrevista que fue grabado en una casa con piscina y que terminaron alrededor de las dos de la madrugada.
A pesar de ello, la experiencia, según Gabriel, fue gratificante, ya que hicieron nuevos amigos. Poco tiempo después, el grupo realizó un live con sus fans para conversar sobre el videoclip y escuchar sus opiniones, algo que habían estado haciendo desde el inicio de esta formación.

## Lista de canciones
| N.º | Título                                    | Escritor(es) | Duración |  |
| 1.  | «Party En California»                     | Cristhian Camilo Mena Moreno, Hector Ricardo Corrales, José Francisco Gabriel Dugarte Arguinzones, José Miguel Arcángel Dugarte Arguinzones | 3:02     |  |
| 2.  | «Amnesia»                                 | Jorge Franco, Orlando Vitto, Renzo Bravo | 3:31     |  |
| 3.  | «Feelin'»                                 | Andy Clay, Carlos Humberto Dominguez Kemzo, Luis Salazar, Yoel Henríquez                                                                    | 2:41     |  |
| 4.  | «Brownie Sugar»                           | Andrés Gómez Gonzales, Cristhian Camilo Mena Moreno, Cristian Serna, Mateo Mejia Galeano, Santiago Mejía                                    | 2:57     |  |
| 5.  | «Brownie Sugar - Remix» (English version) | Andrés Gómez Gonzales, Cristhian Camilo Mena Moreno, Cristian Serna, Mateo Mejia Galeano, Santiago Mejía                                    | 3:16     |  |

## Tablas

### Tablas semanales
| Tabla musical (2024)          | Mejor posición |
| ----------------------------- | -------------- |
| Filipinas (iTunes Chart)      | 24             |
| Sudáfrica (Apple Music Chart) | 83             |